# Potentilla divina
Potentilla divina är en rosväxtart som beskrevs av Nicholas Michailovitj Albov. Potentilla divina ingår i Fingerörtssläktet som ingår i familjen rosväxter. Inga underarter finns listade i Catalogue of Life.